# DC Deluxe
DC Deluxe (ang. DC Deluxe Edition) – linia wydawnicza prezentująca najbardziej znane i klasyczne komiksy DC Comics publikowane na przestrzeni ostatnich kilkudziesięciu lat w eleganckiej edycji, w powiększonym formacie i w twardej oprawie z obwolutą, ukazująca się nakładem Egmont Polska. 

## Lista komiksówDC Deluxewydanych Polsce
| Lp. | Tytuł polski                              | Tytuł oryginału                                                        | Zawartość | Data polskiego wydania |
| --- | ----------------------------------------- | ---------------------------------------------------------------------- | --- | ---------------------- |
| 1   | Kryzys tożsamości                         | Identity Crisis                                                        | Zeszyty Identity Crisis #1-7 (sierpień 2004-luty 2005) | 24.04.2015             |
| 2   | Batman: Ziemia Jeden – tom 1              | Batman: Earth One Volume One                                           | Powieść graficzna Batman: Earth One. Volume 1 (lipiec 2012) | 27.04.2015             |
| 3   | Superman: Czerwony syn                    | Superman: Red Son Deluxe Edition                                       | Zeszyty Superman: Red Son #1-3 (czerwiec-sierpień 2003) | 09.05.2015             |
| 4   | Batman: Mroczne odbicie                   | Batman: The Black Mirror                                               | Zeszyt Detective Comics (vol. 1) #871-881 (styczeń-październik 2011) | 13.06.2015             |
| 5   | Lobo: Portret bękarta                     | Lobo: Portrait of a Bastich                                            | Zeszyty Lobo (vol. 1) #1-4 (listopad 1990-luty 1991), Lobo’s Back #1-4 (maj 1992-październik 1992) oraz Lobo Paramilitary Christmas Special #1 (grudzień 1991) | 27.07.2015             |
| 6   | Batman: Azyl Arkham                       | Arkham Asylum: A Serious House on Serious Earth                        | Powieść graficzna Batman: Arkham Asylum (grudzień 1989) | 26.08.2015             |
| 7   | Batman: Narodziny demona                  | Batman: Birth of the Demon                                             | Zeszyty Batman: Son of the Demon (wrzesień 1987), Batman: Bride of the Demon (grudzień 1990) oraz Batman: Birth of the Demon (grudzień 1992) | 05.10.2015             |
| 8   | Trójca. Batman/Superman/Wonder Woman      | Batman/Superman/Wonder Woman: Trinity                                  | Zeszyty Batman/Superman/Wonder Woman: Trinity #1-3 (sierpień-październik 2003) | 18.11.2015             |
| 9   | Nowa granica                              | DC: The New Frontier Deluxe Edition                                    | Zeszyty DC: The New Frontier #1-6 (marzec-listopad 2004) oraz Justice League: The New Frontier Special (maj 2008) | 04.12.2015             |
| 10  | Batman: Rok pierwszy                      | Batman Year One                                                        | Zeszyty Batman (vol. 1) #404-407 (luty-maj 1987) | 04.12.2015             |
| 11  | Catwoman – tom 1: Na tropie Catwoman      | Catwoman Volume 1: Trail of the Catwoman                               | Zeszyty Selina’s Big Score (wrzesień 2002), Detective Comics (vol. 1) #759-762 (sierpień-listopad 2001) oraz Catwoman (vol. 3) #1-9 (styczeń-wrzesień 2002) | 17.02.2016             |
| 12  | Kryzys na Nieskończonych Ziemiach         | Crisis on Infinite Earths Deluxe Edition                               | Zeszyt Crisis on Infinite Earths #1-12 (kwiecień 1985-marzec 1986) | 13.04.2016             |
| 13  | Flashpoint. Punkt krytyczny               | Flashpoint                                                             | Zeszyt Flashpoint (vol. 2) #1-5 (lipiec 2011-październik 2011) | 15.06.2016             |
| 14  | Batman: Ziemia Jeden – tom 2              | Batman: Earth One Volume Two                                           | Powieść graficzna Batman: Earth One. Volume 2 (maj 2015) | 17.08.2016             |
| 15  | Batman: Rok setny i inne opowieści        | Batman: Year 100 and Other Tales Deluxe Editoiin                       | Zeszyty Batman: Year 100 #1-4 (kwiecień-lipiec 2006), pojedyncze historie z Batman Chronicles (vol. 1) #11 (grudzień 1997), Solo #3 (kwiecień 2005) oraz Batman: Gotham Knights #3 (maj 2000) | 05.10.2016             |
| 16  | Batman: Gotyk                             | Batman: Gothic Deluxe Edition                                          | Zeszyty Batman: Legends of the Dark Knight #6-10 (kwiecień-sierpień 1990) | 07.12.2016             |
| 17  | Catwoman – tom 2: Nie ma lekko            | Catwoman Volume 2: No Easy Way Down                                    | Zeszyty Catwoman (vol. 3) #10-24 (październik 2002-grudzień 2003) oraz Catwoman Secret Files #1 (listopad 2002) | 15.02.2017             |
| 18  | Wonder Woman – tom 1                      | Wonder Woman by Greg Rucka Volume 1                                    | Zeszyty Wonder Woman (vol. 2) #195-205 (październik 2003-sierpień 2004) oraz powieść graficzna Wonder Woman: The Hiketeia (sierpień 2002) | 24.05.2017             |
| 19  | Uniwersum DC: Odrodzenie                  | DC Universe: Rebirth – The Deluxe Edition                              | Zeszyt DC Universe: Rebirth (lipiec 2016) | 17.08.2017             |
| 20  | Batman/Sędzia Dredd – Wszystkie spotkania | Batman/Judge Dredd Collection                                          | Zeszyty Batman/Judge Dredd: Die Laughing #1-2 (grudzień 1998-styczeń 1999), Batman/Judge Dredd: Judgement on Gotham (grudzień 1991), Batman/Judge Dredd: The Ultimate Riddle (wrzesień 1995), Batman/Judge Dredd: Vendetta in Gotham (grudzień 1993) oraz Lobo/Judge Dredd: Psycho Biker vs. Mutants From Hell (1995) | 07.12.2017             |
| 21  | Batman: Świt mrocznego Księżyca           | Dark Moon Rising: Batman and the Monster Men / Batman and the Mad Monk | Zeszyty Batman and the Monster Men #1-6 (styczeń-czerwiec 2006) oraz Batman and the Mad Monk #1-6 (październik 2006-marzec 2007) | 21.02.2018             |
| 22  | Catwoman – tom 3: Pod presją              | Catwoman Volume 3: Under Pressure                                      | Zeszyty Catwoman (vol. 3) #25-37 (styczeń 2004-styczeń 2005) | 18.04.2018             |
| 23  | Wonder Woman – tom 2                      | Wonder Woman by Greg Rucka Volume 2                                    | Zeszyty Wonder Woman (vol. 2) #206-217 (wrzesień 2004-lipiec 2005) oraz The Flash (vol. 2) #219 (kwiecień 2005) | 06.06.2018             |
| 24  | Nieskończony kryzys                       | Infinite Crisis                                                        | Zeszyty Infinite Crisis #1-7 (grudzień 2005-czerwiec 2006) | 22.08.2018             |
| 25  | Batman: Rozbite miasto i inne opowieści   | Batman by Brian Azzarello & Eduardo Risso: The Deluxe Edition          | Zeszyty Batman (vol. 1) #620–625 (grudzień 2003-maj 2004), Flashpoint: Batman - Knight of Vengeance #1-3 (sierpień-październik 2011), pojedyncza historia z Batman: Gotham Knights #8 (październik 2000), Wednesday Comics #1-12 (lipiec-wrzesień 2009) | 31.10.2018             |
| 26  | Planetary – tom 1                         | Planetary Book One                                                     | Zeszyty Planetary #1-14 (kwiecień 1999-czerwiec 2001), Planetary Sneak Peek (wrzesień 1998), Planetary/The Authority: Ruling the World (czerwiec 2000) | 28.11.2018             |
| 27  | Aquaman – Antologia                       | Aquaman: Anthologie. Die Geschichte des Helden aus Atlantis            | Zeszyty More Fun Comics #73 (listopad 1941), Adventure Comics (vol. 1) #174, 260, 269, 444, 452, 475 (marzec 1952, maj 1959, luty 1960, kwiecień 1976, sierpień 1977, wrzesień 1980), Aquaman (vol. 1) #18, 57, 63 (grudzień 1964, wrzesień 1977, wrzesień 1978), Justice League of America Annual #2 (październik 1984), Aquaman (vol. 5) #2, 34 (wrzesień 1994, lipiec 1997), Aquaman (vol. 6) #17-18 (czerwiec-lipiec 2004), Aquaman (vol. 7) #0-1, 18, 24 (listopad 2012, listopad 2011, maj 2013, grudzień 2013) oraz Aquaman: Rebirth #1 (sierpień 2016) | 05.12.2018.            |
| 28  | Ostatni kryzys                            | Absolute Final Crisis                                                  | Zeszyty DC Universe #0 (czerwiec 2008), Final Crisis #1-7 (lipiec 2008-marzec 2009), Final Crisis: Superman Beyond #1-2 (październik 2008-marzec 2009), Final Crisis: Submit #1 (grudzień 2008) oraz Batman (vol. 1) #682-683 (styczeń 2009) | 27.02.2019             |
| 29  | Shazam! Potworne Stowarzyszenie Zła       | Shazam! The Monster Society of Evil                                    | Zeszyty Shazam! The Monster Society of Evil #1-4 (kwiecień-wrzesień 2007) | 27.03.2019             |
| 30  | Batman: Mroczny książę z bajki            | Batman: The Dark Prince Charming                                       | Zeszyty Batman: The Dark Prince Charming #1-2 (styczeń, lipiec 2018) | 05.06.2019             |
| 31  | Planetary – tom 2                         | Planetary Book Two                                                     | Zeszyty Planetary #15-27 (październik 2001-grudzień 2009), Planetary/JLA: Terra Occulta (listopad 2002) oraz Planetary/Batman: Night On Earth (sierpień 2003) | 02.10.2019             |
| 32  | Green Arrow                               | Green Arrow by Jeff Lemire & Andrea Sorrentino Deluxe Edition          | Zeszyty Green Arrow (vol. 5) #17-34 (kwiecień 2013-październik 2014), Green Arrow: Futures End (listopad 2014) oraz pojedyncza historia z Secret Origins (vol. 3) #4 (wrzesień 2014) | 23.10.2019             |
| 33  | Green Lantern: Najczarniejsza Noc         | Blackest Night                                                         | Zeszyty Blackest Night #0-8 (lipiec 2009-maj 2010) | 20.11.2019             |
| 34  | Batman: Szalona miłość                    | The Batman Adventures: Mad Love and Other Stories                      | Zeszyty The Batman Adventures: Mad Love (1993), The Batman Adventures Annual #1-2 (1994-1995), pojedyncza historia z Adventures in the DC Universe #3 (czerwiec 1997), pojedyncza historia The Batman Adventures Holiday Special (styczeń 1995), pojedyncza historia z Batman: Black And White (vol. 1) #1 (czerwiec 1996) oraz okładki do zeszytów The Batgirl Adventures #1 (kwiecień 1998) Batman: Gotham Adventures #10 (marzec 1999), Batman Adventures (vol. 2) #3 (sierpień 2003) i zbioru Batman Adventures: Dangerous Dames & Demons (kwiecień 2003) | 04.12.2019             |
| 35  | Mister Miracle                            | Mister Miracle                                                         | Zeszyty Mister Miracle (vol. 4) #1-12 (październik 2017-styczeń 2019) | 22.01.2020             |
| 36  | Multiwersum                               | The Multiversity Deluxe Edition                                        | Zeszyty The Multiversity #1-2 (październik 2014, czerwiec 2015), The Multiversity: The Society of Super-Heroes. Conquerors of the Counter-World (listopad 2014), The Multiversity: The Just (grudzień 2014), The Multiversity: Pax Americana (styczeń 2015), The Multiversity: Thunderworld Adventures (luty 2015), The Multiversity: Guidebook (marzec 2015), The Multiversity: Mastermen (kwiecień 2015) oraz The Multiversity: Ultra Comics (maj 2015) | 29.04.2020             |
| 37  | Uniwersum DC według Mike’a Mignoli        | DC Universe by Mike Mignola                                            | Zeszyty Phantom Stranger #1-4 (październik 1987-styczeń 1988), The World of Krypton (vol. 2) #1-4 (grudzień 1987-marzec 1988), pojedyncza historia z Action Comics (vol. 1) #600 (maj 1988), Superman (vol. 2) #18, 23 (czerwiec, listopad 1988), Action Comics Annual #2 (czerwiec 1989), pojedyncza historia z Swamp Thing Annual (vol. 2) #5 (sierpień 1989), Batman: Legends of the Dark Knight #54 (listopad 1993), pojedyncza historia z Batman: Gotham Knights #36 (luty 2003), Batman Villains: Secret Files and Origins 2005 (lipiec 2005), okładki do zeszytów Spectre (vol. 2) #7-9 (październik-grudzień 1987), Blue Beetle (vol. 6) #19 (grudzień 1987), Detective Comics (vol. 1) #583 (luty 1988), Batgirl Special (lipiec 1988), Action Comics Weekly (vol. 1) #614 (sierpień 1988), Cosmic Odyssey #1-4 (grudzień 1988-marzec 1989), Batman (vol.1) #426-429, 452-454 (grudzień 1988-styczeń 1989, sierpień-wrzesień 1990), Secret Origins (vol. 2) #41 (czerwiec1989), Gotham by Gaslight (styczeń 1989), Batman: Legends of the Dark Knight Annual #1 (grudzień 1991), Starman (vol. 1) #42-45 (styczeń-kwiecień 1992), Lobo: Unamerican Gladiators #1-4 (czerwiec-wrzesień 1993), Justice League International Quaterly #14 (marzec 1994), Showcase ’94 #3 (marzec 1994), Superman: The Man od Steel Annual #3 (maj 1994), Batman: Legends of the Dark Knight #62 (lipiec 1994), Adventures of Superman Annual #6 (sierpień 1994), Action Comics Annual (vol. 1) #6 (wrzesień 1994), Aquaman (vol. 5) #6 (luty 1994), Batman: The Doom That Came to Gotham #1-3 (listopad 2000-styczeń 2001), Deadman (vol. 3) #3-5 (kwiecień-czerwiec 2002), Batman: Black & White Volume Two (sierpień 2002), Tales of the Unexpected (vol. 2) #1 (2006) oraz alternatywne okładki do zeszytów Sandman: The Dream Hunters (vol. 2) #2 (luty 2009) i Batman (vol. 1) #700 (sierpień 2010) | 07.10.2020             |
| 38  | Omega Men: To już koniec                  | The Omega Men: The End is Here                                         | Zeszyty DC Sneak Peek: The Omega Men (maj 2015) oraz The Omega Men (vol. 3) #1-12 (sierpień 2015-czerwiec 2016) | 14.10.2020             |
| 39  | Authority – tom 1                         | The Absolute Authority Vol. 1                                          | Zeszyty The Authority (vol. 1) #1-12 (maj 1999-kwiecień 2000) oraz fragmenty z Wildstorm: A Celebration of 25 Years (październik 2017) | 12.11.2020             |
| 40  | Potwór z bagien Scotta Snydera            | Swamp Thing by Scott Snyder: Deluxe Edition                            | Zeszyty Swamp Thing (vol. 5) #0-18 (listopad 2011-maj 2013), Animal Man (vol. 2) #12, 17 (październik 2012, kwiecień 2013) oraz Swamp Thing Annual (vol. 5) #1 (grudzień 2012) | 25.11.2020             |
| 41  | Superman: Amerykański Obcy                | Superman: American Alien                                               | Zeszyty Superman: American Alien #1-7 (listopad 2015-maj 2016) | 02.12.2020             |
| 42  | Kingdom Come                              | Kingdom Come                                                           | Zeszyty Kingdom Come #1-4 (maj-sierpień 1996) | 31.03.2021             |
| 43  | Authority – tom 2                         | The Absolute Authority Vol. 2                                          | Zeszyty The Authority (vol. 1) #13-29 (maj 2000-lipiec 2002), Authority Annual 2000 (grudzień 2000) oraz Wildstorm Summer Special (październik 2001) | 14.04.2021             |
| 44  | Wonder Woman – tom 3                      | Wonder Woman by Greg Rucka Volume 3                                    | Zeszyty Wonder Woman #218-226 (sierpień 2005-kwiecień 2006) oraz Blackest Night: Wonder Woman #1-3 (luty-kwiecień 2010) | 02.06.2021             |
| 45  | Kosmiczna Odyseja                         | Cosmic Odyssey: The Deluxe Edition                                     | Zeszyty Cosmic Odyssey #1-4 (grudzień 1988-marzec 1989) | 11.08.2021             |
| 46  | Batman: Ego i inne opowieści              | Batman: Ego and Other Tails                                            | Zeszyty Batman: Ego (sierpień 2000), pojedyncze historie Batman: Gotham Knights #23, 33 (styczeń 2002, listopad 2002), Catwoman: Selina’s Big Score (wrzesień 2002), Solo #1, 5 (grudzień 2004, sierpień 2005), pojedyncza historia z Harley Quinn Holiday Special #1 (luty 2015), Batman/The Spirit (styczeń 2007) oraz alternatywne okładki do zeszytów Batman (vol. 2) #37 (luty 2015), Batgirl (vol. 4) #37 (grudzień 2014), Detective Comics (vol. 2) #37 (luty 2015), Batman and Robin (vol. 2) #37 (luty 2015), Catwoman (vol. 4) #37 (luty 2015), Batman/Superman #17 (luty 2015), Harley Quinn (vol. 2) #13 (luty 2015) | 23.03.2022             |
| 47  | Wojna z Korpusem Sinestro                 | Green Lantern. Sinestro Corps War                                      | Zeszyty Green Lantern (vol. 4) #18-25 (maj 2007-styczeń 2008), Green Lantern Corps (vol. 2) #14-19 (wrzesień 2007-luty 2008), Green Lantern: Sinestro Corps Special #1 (sierpień 2007), Green Lantern/Sinestro Corps Secret Files and Origins (luty 2008), Tales of the Sinestro Corps: Parallax (listopad 2007), Tales of the Sinestro Corps: Cyborg Superman (grudzień 2007), Tales of the Sinestro Corps: Superman-Prime (grudzień 2007), Tales of the Sinestro Corps: Ion (styczeń 2008) | 13.07.2022             |
| 48  | Najjaśniejszy dzień                       | Brightest Day Omnibus                                                  | Zeszyty Brightest Day #0-24 (czerwiec 2010-czerwiec 2011) | 24.08.2022             |
| 49  | Batman: Ziemia Jeden – tom 3              | Batman: Earth One Volume Three                                         | Powieść graficzna Batman: Earth One. Volume 3 (czerwiec 2021) | 22.02.2023             |
| 50  | Zagłada Gotham                            | The Doom That Came to Gotham                                           | Zeszyty Batman: The Doom That Came to Gotham #1-3 (listopad 2000-styczeń 2001) | 12.04.2023             |
| 51  | JLA: Wieża Babel                          | JLA: The Tower of Babel: The Deluxe Edition                            | Zeszyty JLA #18-21, 32-33, 43-46 (maj-sierpień 1998, sierpień-wrzesień 1999, lipiec-październik 2000) oraz JLA: Secret Files and Origins #3 (grudzień 2000) | 28.06.2023             |
| 52  | JSA: Złota Era                            | JSA: The Golden Age                                                    | Zeszyty The Golden Age #1-4 (wrzesień 1993-maj 1994) | 23.08.2023             |
| 53  | Inna historia uniwersum DC                | The Other History of the DC Universe                                   | Zeszyty The Other History of the DC Universe #1-5. (styczeń-wrzesień 2021) | 22.11.2023             |
| 54  | Uniwersum DC według Neila Gaimana         | DC Universe by Neil Gaiman                                             | Zeszyty Batman: Black and White (vol. 1) #2 (lipiec 1996) Green Lantern/Superman: Legend of the Green Flame (listopad 2000), Batman (vol. 1) #686 (kwiecień 2009), Detective Comics (vol. 1) #853 (czerwiec 2009) oraz pojedyncze historie z Secret Origins (vol. 2) #36 (styczeń 1989), Secret Origins Special (vol. 2) #1 (październik 1989), Solo #8 (grudzień 2005), Wednesday Comics #1-12 (lipiec-wrzesień 2009) | 28.02.2024             |
| 55  | Batman: Długie Halloween                  | Batman: The Long Halloween Deluxe Edition                              | Zeszyty Batman: The Long Halloween #1-13 (grudzień 1996-grudzień 1997) | 29.05.2024             |
| 56  | Batman: Nawiedzony Rycerz                 | Batman: Haunted Knight                                                 | Zeszyty Batman: Legends of the Dark Knight Halloween Special #1-13 (grudzień 1993-grudzień 1995) | 23.10.2024             |
| 57  | Batman: Mroczne zwycięstwo                | Batman: Dark Victory Deluxe Edition                                    | Zeszyty Batman: Dark Victory #0-13 (listopad 1999-grudzień 2000) | 27.11.2024             |
| 58  | Superman na wszystkie pory roku           | Absolute Superman for All Seasons                                      | Zeszyty Superman for All Seasons #1-4 (wrzesień-grudzień 1998) oraz pojedyncze historie z Superman/Batman #26 (czerwiec 2006), Superman/Batman Secret Files and Origins (listopad 2003) oraz z Solo #1 (grudzień 2004) | 26.02.2025             |
| 59  | Catwoman: Rzymskie wakacje                | Catwoman: When in Rome Deluxe Edition                                  | Zeszyty Catwoman: When in Rome #1-6 (listopad 2004-maj 2005) | 21.05.2025             |

## DC Limited
DC Limited – ekskluzywna linia wydawnicza Egmont Polska zbierająca komiksy DC Comics, wydawana w specjalnym, znacznie powiększonym formacie (zwykle 225×344 mm).
Linia ukazuje się od października 2021 roku.

### Lista tomów DC Limited wydanych w Polsce
| Lp. | Tytuł polski                                                | Tytuł oryginalny                                   | Zawartość | Data polskiego wydania |
| --- | ----------------------------------------------------------- | -------------------------------------------------- | --- | ---------------------- |
| 1   | Strażnicy                                                   | Absolute Watchmen                                  | Zeszyty Watchmen #1-12 (wrzesień 1986-październik 1987) | 27.10.2021             |
| 2   | Liga Sprawiedliwości: Najwięksi superbohaterowie na świecie | The World’s Greatest Super-Heroes                  | Zeszyty Superman: Peace on Earth (listopad 1998), Batman: War on Crime (listopad 1999), Shazam!: Power of Hope (listopad 2000), Wonder Woman: Spirit of Truth (listopad 2001), JLA: Secret Origins (listopad 2002), JLA: Liberty and Justice (listopad 2003) | 23.11.2022             |
| 3   | Sprawiedliwość                                              | Justice: The Deluxe Edition                        | Zeszyty Justice (sierpień 2005-czerwiec 2007) | 06.09.2023             |
| 4   | Potwór z bagien                                             | Absolute Swamp Thing by Len Wein Bernie Wrightson  | Pojedyncza historia z House of Secrets (vol. 1) #92 (lipiec 1971) oraz zeszyty Swamp Thing (vol. 1) #1-13 (październik/listopad 1972-listopad/grudzień 1974)                                                                                                 | 11.09.2024             |
| 5   | All Star Batman i Robin. Cudowny Chłopiec                   | Absolute All-Star Batman And Robin, The Boy Wonder | Zeszyty All Star Batman & Robin, the Boy Wonder ̩#1-10 (wrzesień 2005-sierpień 2008) | 24.09.2025             |